# Туркменбаши (аэропорт)
Аэропорт Туркменбаши (туркм. Türkmenbaşy şäheriň halkara aeroporty) — международный аэропорт города Туркменбаши, Туркменистан. Основан в 1959 году. Принимает как пассажирские, так и грузовые рейсы, имеет статус международного.
В 2011 году закончено строительство новой ВПП 16П/34Л, её классификационное число (PCN) составляет 70/R/A/Х/T, размеры 3500×45 м (цементобетон). Ввод в эксплуатацию новой ВПП позволяет аэропорту принимать самолёты всех типов.
До 2011 года аэродром имел основную ВПП 16/34 (ныне она обозначена 16П/34Л), её классификационное число (PCN) составляет 26/R/A/X/T. Аэродром был способен принимать самолёты большинства типов, включая Ан-225, Ан-124 и Ил-76 (с неполной загрузкой), Ан-22, Ту-154, Боинг-757 и все более лёгкие, а также вертолёты всех типов.

## Реконструированный аэропорт

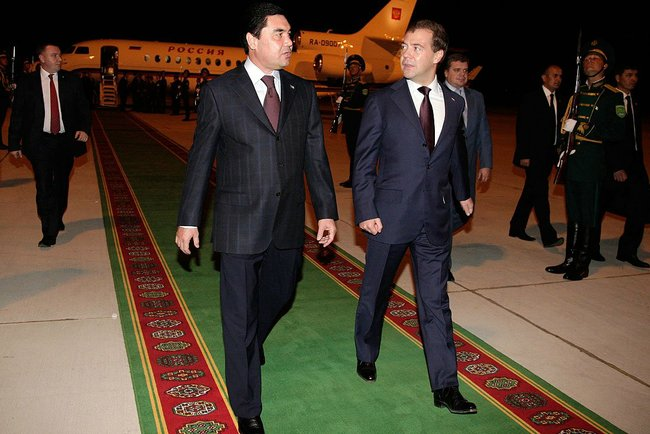
Гурбангулы Бердымухамедов и Дмитрий Медведев недалеко от корпуса для приёма ВИП.

Сектор международных вылетов

В апреле 2010 года был открыт новый четырёхэтажный аэровокзал с пропускной способностью до 800 пассажиров в час. Помимо этого, сдана в эксплуатацию новая диспетчерская башня высотой 61 метр, оснащённая спецоборудованием компаний Siemens и Thales, а также корпус для приёма VIP, прoведения встреч, совещаний и конференций.
Одновременно аэропорт может принимать 7 рейсов, обеспечивая при этом международные стандарты сервиса. Общая площадь участка, на котором разместился новый аэровокзал, составляет около 80 гектаров. Прилегающая территория благоустроена, озеленена и украшена фонтанами. Здесь также расположены крытые и открытые стоянки, рассчитанные более чем на триста восемьдесят автомобилей.
В рамках открытия Международного аэропорт города Туркменбаши посетил президент Туркменистана Гурбангулы Бердымухамедов. Он выразил уверенность, что новая воздушная гавань послужит успешной реализации политики Туркменского государства по превращению Каспия в море дружбы, мира и добрососедства, дальнейшему развитию сотрудничества между Туркменией и другими странами.
Новый международный аэропорт имеет ряд достоинств. Здесь созданы оптимально комфортные условия для ожидания, быстрой регистрации и посадки пассажиров. К их услугам — телескопические трапы, информационные табло, пункты международной, междугородной связи, камеры хранения, почта. Залы для ожидающих рейсы пассажиров оборудованы удобной мебелью, повсюду — уютные кафетерии, буфеты, магазины беспошлинной торговли, комфортный cip-зал. Специально для экипажей иностранных авиакомпаний, совершающих транзитные рейсы, предусмотрена гостиница на несколько десятков мест с кафетерием, а для обработки прибывших и отправляемых грузов в аэропорту построен грузовой терминал, который также оснащён автоматизированной системой обработки грузов. В аэропорту имеется весь необходимый набор услуг для того, чтобы значительно увеличить пассажиропоток как на местных, так и на международных авиалиниях и организовать транзитные перевозки в разных направлениях.

### Корпус для приёма ВИП
В непосредственной близости от основного терминала располагается корпус для приёма ВИП. Используется для ВИП-чартеров и бизнес-авиации, а также для приёма и вылета спецрейсов делегаций правительства Туркменистана и гостей города Туркменбаши. В корпусе созданы все условия для проведения встреч, совещаний и конференций.

### Грузовой терминал
Помимо основного терминала был введён в эксплуатацию международный грузовой аэровокзал, обслуживающий грузовые перевозки, оснащённый автоматизированной системой обработки грузов.

## Транспорт
Подъехать к аэропорту на автомобиле можно либо от Туркменбаши, либо по шоссе от курорта Аваза. Перед аэровокзальным комплексом оборудована бесплатная автостоянка.

## Принимаемые типыВС
Ан-12, Ан-24, Ан-26, Ан-28, Ан-30, Ан-32, Ан-72, Ан-74, Ан-124, Ил-76, Л-410, Ту-134, Ту-154, Ту-204, Ту-214, Як-40, Як-42, Airbus A319, Airbus A320, Airbus A321, ATR 42, ATR 72, Boeing 737, Boeing 747, Boeing 757, Boeing 767, Boeing 777, Bombardier CRJ 100/200, Embraer EMB 120 Brasilia и другие типы ВС 3-4 класса, вертолёты всех типов. Максимальный взлётный вес воздушного судна 400 тонн. Классификационное число ВПП (PCN) 16л/36п 26/R/A/X/T, 16п/34л 70/R/A/X/T.

## Регулярные рейсы
Аэровокзал Туркменбаши обладает общей пропускной способностью до 800 пассажиров в час, выполняется всего четыре ежедневных рейса по Туркменистану и один международный рейс в Стамбул.
| Авиакомпания          | Код ИАТА | Код ИКАО | Страна       | Город       | Аэропорт                | Код ИАТА | Код ИКАО |
| --------------------- | -------- | -------- | ------------ | ----------- | ----------------------- | -------- | -------- |
| Туркменские авиалинии | T5       | TUA      | Туркменистан | Ашхабад     | Ашхабад                 | ASB      | UTAA     |
| Туркменские авиалинии | T5       | TUA      | Туркменистан | Мары        | Мары                    | MYP      | UTAM     |
| Туркменские авиалинии | T5       | TUA      | Туркменистан | Туркменабад | Туркменабад             | CRZ      | UTAV     |
| Туркменские авиалинии | T5       | TUA      | Туркменистан | Дашогуз     | Дашогуз                 | TAZ      | UTAT     |
| Туркменские авиалинии | T5       | TUA      | Турция       | Стамбул     | аэропорт имени Ататюрка | IST      | LTBA     |

## Катастрофы
18 января 1988 года в аэропорту потерпел катастрофу самолёт Ту-154. Из-за ошибочных действий второго пилота самолёт произвёл грубую посадку с перегрузкой 4,8 g. От удара фюзеляж разрушился в хвостовой части по шпангоутам № 49-54 и в носовой части по шпангоутам № 12-14. Погибли 11 пассажиров, находившихся на пассажирских креслах (24-26 ряд) в районе 45-54 шпангоутов. Серьёзные травмы получили 2 члена экипажа и 7 пассажиров, незначительные — 4 члена экипажа и 3 пассажира. Всего на борту было 137 пассажиров.